# Купеньо
Купеньо (на английски: Cupeño) е едно от малките индиански племена в южна Калифорния (не повече от 750 души). Самите те се наричат „Куупангехуичем“. Живели на около 80 км във вътрешността и на толкова от Мексиканската граница в южна Калифорния, главно в долината Сан Хосе и по река Сан Луис Рей. Езикът им е близък с езиците на кахила и луисеньо, класифицирани заедно в подгрупата Купан на групата Такик към Юто-ацтекското езиково семейство.

## Култура
Основна храни били жълъдите, други ядки и семена, диви плодове, кактусови плодове. Ловували елени, зайци и други дребни животни.
До към 1902 г. живели в 2 села – Купа и Уилакалпа. Селата били политически свързани.
Социалната им организация била подобна на тази на кахила – екзогамни общности, патрилинейни кланове и церемониални обединения. Имали две съединения Койот и Дива котка, които се състояли от по няколко клана. Всеки клан бил ръководен от един „нат – лидер“, чиито пост се предавал от бащата на най-големия син. Водачът живеел в голямата церемониална и танцувална къща. Неговите правомощия включвали търговията с други народи, регулиране на продуктивността и разпределението на работата. Понякога водачът бил и шаман. Той имал помощник, който имал задачата да следи и организира религиозните церемонии.

## История
Първият им контакт с европейците е преди 1795 г. Тогава племето наброявало между 500 и 750 души. До към 1810 г. почти нямали срещи с белите. През 1844 г. земите им стават собственост на Хуан Хосе Уорнър, който ги получава безвъзмездно от Мексиканското правителство. Той разрешава на индианците да останат и да работят за него. През 1903 г. са принудени да изоставят селото Купа в ранчото Уорнър и да се преместят далеч нагоре по река Сан Луис Рей. Племето все още се опитва да си върне отнетите земи, които според археологическите доказателства, техните предци са заселили около 1000 – 1200 г. Днес техните потомци живеят сред кахила и луисеньо и наброяват около 200 души.